# 중난하이
중난하이(중국어: 中南海, 병음: Zhōngnánhăi)는 베이징 시의 중심부인 시청 구에 있는 옛 황실 정원으로, 자금성과 바로 근처에 있다. 현재는 중국공산당의 최고 집무실이자 중화인민공화국 국무원 등이 입주하여 있다. 중난하이는 중국공산당 중앙위원회 총서기, 국가주석과 총리의 집무실이 있는, 중국에서 가장 경호가 삼엄한 공간들 중 하나이며, 워낙 유명하여 '중난하이'라는 단어 자체가 중국 정부 수반들을 가리키는 고유명사화되기도 했다.
현 최고지도자인 시진핑을 포함한 국가 최고위직 공무원들은 이 곳에 개인 집무실들을 가지고 외국 사절들을 접견하거나 사무를 보는 등 매일 업무를 보며, 중국 관영매체인 CCTV가 이 모습을 찍어 방송하지만 보안상의 이유로 거의 대부분의 내부 공간들을 절대로 함부로 다 보여주지 않는다. 중화인민공화국이 건국되기 전에 이 곳의 건물 배치를 그려놓은 도면들이 있기는 하지만, 이후 1970년대에 급격한 개축 과정을 거치면서 내부 모습이 엄청나게 바뀌었기에 이를 가지고 현재 중난하이의 모습을 유추하는 것에는 한계가 있다. 현재 중난하이의 건물들은 청나라 시절의 이름을 거의 그대로 사용하고 있으나, 외양이나 인테리어, 목적은 거의 완전히 바뀌었다고 보아도 될 정도이다. 중난하이의 북부는 공산당 중앙위원회와 전국인민대표대회 상무위원회, 중앙정치국 상무위원회 등 당 핵심 기구들의 사무실들이 들어와있다.
현 중난하이의 기본 골조는 1421년에 명나라 시대에 2개의 거대한 호수가 만들어지며 모습이 잡혔고, 청나라 후반에는 거의 사실상의 정부 사무처의 역할을 하였으며 서태후나 순친왕 재풍 등이 자금성이 아닌 이 곳에 침소를 짓고 정무를 보았다. 중화민국이 건국된 이후, 위안스카이 총통은 중난하이를 북양정부의 집무실로 개조하였다. 1949년에 중화인민공화국이 성립된 이후에는 마오쩌둥이 이 곳에서 집무를 보기 시작하였으며, 니키타 흐루쇼프, 리처드 닉슨, 조르주 퐁피두, 다나카 가쿠에이, 줄피카르 알리 부토 등의 해외 정치인들을 중난하이에서 맞이하였다. 마오쩌둥이 중난하이에서 가장 좋아하던 곳은 그의 개인 집무실과 서재인 국향서옥(菊香書屋)이 있던 풍택원(丰泽园)과 수영장인 유영지(游泳池)였는데, 그는 이 곳에서 수영을 하거나 책을 읽거나 각료들의 보고를 들으며 대부분의 시간을 보냈다고 전해진다. 마오쩌둥이 죽은 후에는 풍택원은 마오쩌둥의 유품들이 그대로 남겨진 채로 박물관으로 개조되었다. 다만 현재까지도 일반인은 이 곳을 관람할 수 없다.

## 명칭
중난하이는 자금성 서쪽에 있는 정원으로, 2개의 호수인 ‘중해’와 ‘남해’를 통칭하여 ‘중남해(중난하이)’라고 부른다. 가끔씩은 ‘바다 궁전’으로 번역되는 경우도 있다. 또한 자금성 북쪽에는 북해공원이 이 중난하이와 비슷하게 지어져 있는데, 북해공원은 중난하이와 달리 공공에게 개방되어 있다. 중국인들은 북해, 중해, 남해를 합쳐 ‘태액지’(太液池)라고 부르기도 한다. 태액지는 본디 서쪽 정원이라는 뜻의 ‘서원(西苑)’이라는 명칭으로 불렸으며, 베이징 황성의 붉은색 벽으로 둘러싸여 있었다. 이 곳에는 황성의 다른 부분과는 달리 그나마 옛 건물들이 본모습을 유지하고 있다. 북해 공원에는 주로 종교적인 건물들이 몰려 있다면, 중해와 남해에는 상대적으로 궁전 건물들이 집중되어 있었다고 한다.

## 역사

### 중화인민공화국
중난하이는 중국에서 제일가는 권력 중심이기 때문에, 거의 대부분의 장소들이 공공에게 개방되어 있지 않다. 문화대혁명 말기에는 고위 공무원들과 끈이 있는 사람들이 뇌물을 주고 표를 사서 중난하이에 들어가 관람할 수 있었으나, 이후 문화대혁명의 광기가 잦아들며 점차 이도 막히기 시작하였다. 특히 1989년의 천안문 사태 이후에는 중난하이의 보안이 크게 강화되었고, 수많은 헌병들이 거의 매일 겹겹이 순찰을 다니며 감시하면서 일반인들의 출입은 거의 금지되었다. 차량들도 인접한 도로로 운행하는 것 자체가 금지되며, 특히 택시들도 중요한 회의나 행사가 열리는 날을 제외하고는 중난하이 인근에 차를 정차하는 것도 금지된다. 베이징을 담은 중국 지도들도 중난하이 부분만큼은 호수 2개가 있는 초록색 구역으로만 묘사하고, 그 안에 있는 건물들은 절대로 그려넣지 않는다.
중난하이의 가장 주요한 입구는 남쪽에 있는 신화문(新華門)이다. 신화문 양 옆에는 2개의 거대한 표어판이 설치되어 있는데, 해석하면 ‘위대한 중국공산당 만세’, 그리고 ‘마오쩌둥 사상 만세’ 따위의 뜻이다. 신화문 뒷면에는 ‘인민을 위해 봉사한다’라는 중국공산당의 표어가 그려져 있는 바람벽이 설치되어 있어 함부로 사람들이 문 너머를 볼 수 없게 해놓았다. 참고로 이 표어는 마오쩌둥의 친필이라고 한다. 중난하이는 공산당 중앙정치국 상무위원회 위원들, 그리고 공산당 원로들의 공식적인 거주지이지만, 거의 대부분의 사람들은 사람들이 많이 오가는 중난하이보다는 베이징의 개인 호화 저택이나 아파트를 선호한다. 이전 중국 최고지도자였던 후진타오도 공식 거주지는 중난하이였으나 실제로는 베이징 서쪽에 있는 옥천산에서 살았다. 중난하이의 주택들이 어떻게 위원들에게 분배된 바에 대해서는 딱히 알려진 바가 없는데, 아마도 지위와 권력에 비례하여 배분할 것이라고 한다. 해당 주택의 소유자가 죽었을 때에는 그 배우자가 임시로 그 주택에 계속 거주하는 것은 허용된다고 알려져 있다. 이때문에 현재까지도 중난하이의 일부 저택들은 1990년대의 문화대혁명 이후에 등용된 인사들의 가족들이 사용하고 있다.

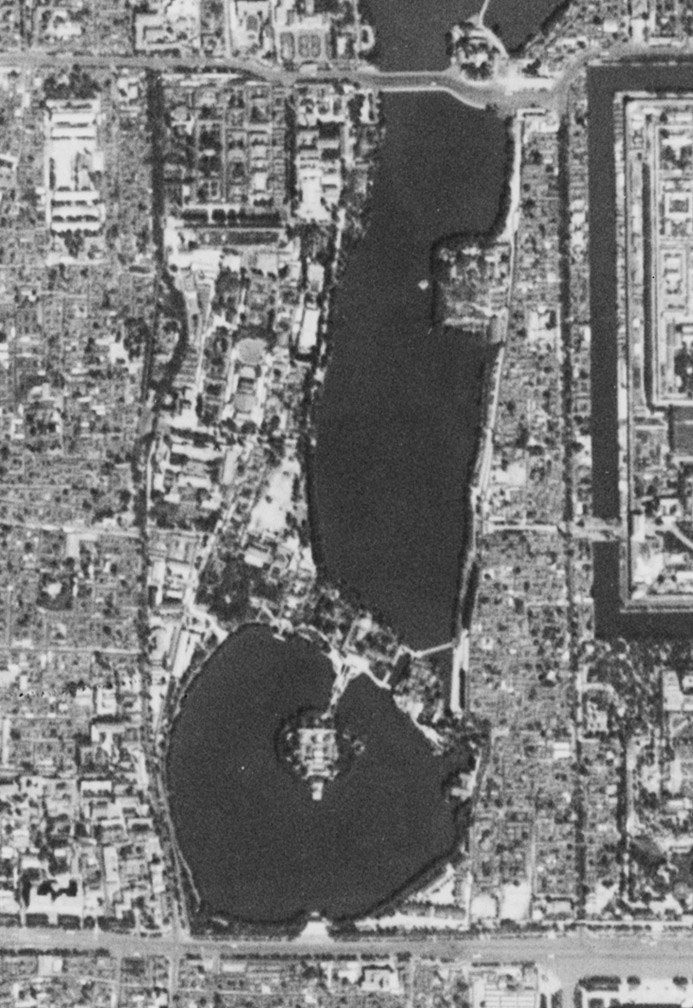
중난하이의 위성 사진

## 내부

### 북부
중난하이 북부는 중국 국무원의 본부가 있는 곳이다. 또한 이와 함께 국무원 총리와 부총리, 그 외 여러 중요 각료들의 집무실도 있다. 외국에서 사절들이 방문하여 국무원과 면담할 때에는 종종 이 중난하이에서 회의를 진행하고는 한다.
섭정왕부
섭정왕부(摄政王府)는 중난하이의 북서쪽 모서리에 있는 궁전으로, 한때 청나라의 섭정들이 거주하며 업무를 보던 유서깊은 장소지만 현재는 국무원 총리와 부총리들이 점거하고 자신들의 사무실로 쓰고 있다. 중난하이의 다른 건물들은 특정 개인들에게 주어지며 이 개인들의 직위가 바뀌든 그렇지 않든 간에 필요하지 않으면 거의 소유권이 변하지 않지만, 이 섭정왕부만큼은 오직 그 해당 직위에 있는 사람들만 사용할 수 있다. 이 때문에 임기가 종료되면 후임자를 위하여 무조건 궁을 비워주어야만 한다.
명나라 시대의 가정제는 이 곳에 ‘만수궁’을 지어 중난하이의 주요 거주지로 삼았다. 현재의 건물은 청나라 선통제의 섭정이었던 순친왕이 1909년에 이 궁의 소유권을 넘겨받으면서 이름을 짓고 내부를 단장했다. 허나 이 궁을 새롭게 단장하는 공사는 1911년에 청나라가 멸망할 때까지도 끝나지 못했고, 청나라를 몰아내고 들어선 중화민국 시대에는 이 곳을 행정원장의 집무실과 내각의 회의실로 사용하였다. 1918년에는 쉬스창 총통이 총통의 집무실 자리와 행정원장 집무실의 자리를 바꾸어 행정원장을 풍택원으로 보냈고, 섭정왕부를 자신의 집무실로 바꾸어 버렸다. 이후 총통 집무실이 다른 곳으로 옮겨가자 이 곳은 주로 베이징의 해군부 초소와 군대 주둔지로 용도가 변경되었다.
1949년에 중화인민공화국이 중화민국을 쫓아내고 새로운 정부를 수립하자, 섭정왕부는 다시 국무원 총리의 집무실로 재사용되기 시작했다. 1970년대에는 대대적인 개조 작업에 들어갔고, 섭정왕부를 현대적으로 리모델링하였다. 허나 실제로는 리모델링된 건물의 질이 예전보다도 못했고, 목재 기둥들 사이의 공간들을 대충 부서진 벽돌들로 채워넣었으며 기초공사도 제대로 하지 못했다고 전해진다. 이 때문에 종국에는 아예 건물을 철거하고 다시 지었다고 한다. 섭정왕부의 북쪽에는 시민단체 지도자들을 만나기 위하여 ‘4번 회의실’을 지어 지금도 사용하기도 한다. 국무원의 회의 장소는 현재 집무실 바로 곁에 있다.
서화청
서화청(西花厅)은 중난하이 북서쪽 모서리에 위치한 작은 건물이다. 섭정왕부의 주거 공간으로 계획되어 처음 지어졌으며, 이 곳에서는 중국의 저우언라이 총리의 집무실로 사용되기도 했다. 서화청은 2개의 부분으로 나누어지는데, 앞 쪽에 있는 공간에서는 저우언라이 총리가 외국 손님들과 만찬을 즐기거나 회담을 가졌다. 또한 뒤쪽에 있는 공간에서는 저우언라이가 개인적인 업무를 보거나 침실, 회의실 등으로 사용하였다. 1976년에 저우언라이 총리가 사망한 이후에는 그의 아내 덩잉차오가 1990년까지 이 곳에서 살았다. 중난하이의 대다수 건물들과는 다르게 서화청은 70년대의 대대적인 개축 공사를 거치지 않았으며, 거의 원형의 공간을 그대로 유지하고 있다. 현재는 저우언라이 총리를 기리는 비공개 박물관으로 쓰이고 있다.
국무원소예당
국무원소예당(国务院小礼堂)은 본디 섭정왕부 건물의 부속 건물로 지어졌고, 주로 국무원 인사들을 위한 회의실의 용도로 사용된다. 저우언라이 총리가 서화청과 함께 이 곳도 재정적인 이유를 들어 70년대의 무자비한 개축 작업에서부터 이 건물을 지켜내는 데에 성공했다는 일담도 있다. 현재 국무원 소예당은 국무원의 회담을 위하여 가장 자주 사용되지만, 그 외에도 여러 국가기관들의 회의가 열리기도 한다. 국무원과 국무원 상무위원들은 매 주에 1번씩 국무원소예당에 있는 '1번 회의실'에서 회담을 가진다. 이 곳에는 다양한 크기와 용도의 회의실들이 총 6개가 있다고 알려져 있다. 국무원소예당의 북쪽에는 국무원판공청의 본부가 자리하고 있다. 1949년 직후에는 이 곳이 정부 최고위급 인사들을 불러 일주일에 몇번씩 영화를 상영하기도 했다. 또한 국무원 관리들을 위하여 작은 카페테리아를 운영하기도 했다. 1970년대 말에 이 영화관은 다시 재건축 작업을 거쳤으며, 현재는 현대적인 시설을 갖춘 상영관으로 작동하고 있다.

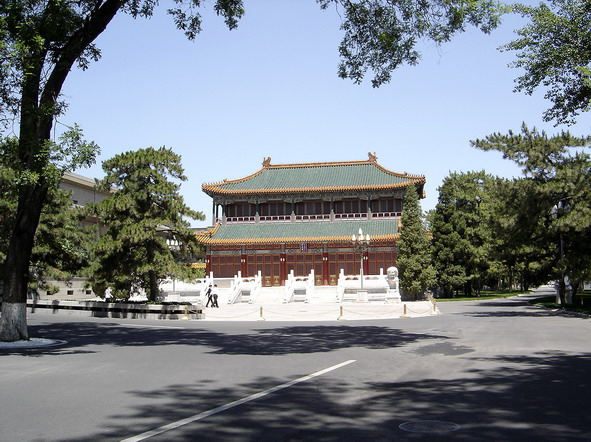
자광각
자광각(紫光閣)은 중해 서쪽, 중난하이의 북서쪽 모서리에 있는 2층짜리 누각이다. 자광각 바로 뒤에는 무성전(武成殿)이 있어 자광각과 함께 작은 안마당을 형성하고 있다. 명나라 정덕제 재위기에는 본디 황제의 군사 훈련을 위한 넓은 대였으나, 그의 후임자인 가정제 때에 대 위에 누각을 신축하였다. 이후 강희제 때에는 이 곳을 대대적으로 개축하여 황제 경호원들을 시찰하였으며, 건륭제 재위기에는 전투에서 빼앗은 무기들이나 전리품들을 전시하기 위한 목적으로 사용되었다. 자광각은 청나라 말까지 주로 중국 주변 제후국들이 바친 공물들을 전시하기 위한 목적으로 사용되었으며, 이때문에 자광각에는 항상 산더미같은 재물들이 쌓여 있었다고 전해진다. 청나라가 망하고 중화인민공화국이 들어선 1949년부터는 보물 전시 대신 가끔씩 무도회를 여는 용도로 사용되었으며, 거대한 현대식 회의장이 건물 서편에 설치되었다. 자광각은 현재 외국 외교관들을 접견하는 중난하이의 주 회담장이며, 무성전은 중국을 방문한 외국 지도자들이 중국 지도자들과 함께 사진을 주로 찍는 곳이기에 외신들에도 자주 등장하는 편이다.
테니스 코트
중난하이에 테니스 코트를 짓자는 주장은 1980년대 후반쯤에 와서야 처음으로 등장하였다. 당시 중국은 점차 외교적인 고립을 깨뜨리고 국제 사회로의 진출을 시작하던 시기였는데, 이로 인하여 외국의 사절들이 급격히 쏟아져들어오자 이들을 수용하고 편의를 제공하기 위하여 여러 편의시설들을 짓기 시작한 것이다. 본디 외교 사절들은 자광각에 따로 수용하였으나, 이들의 양이 급격히 많아지자 이들을 모두 이 곳에 수용하는 것은 불합리하다 판단하고 거대한 크기의 라운지와 테니스 코트를 따로 지어준 것이다. 원래는 실내 테니스 코트를 지을 작정이었으나, 부총리가 반대하여 결국 야외 테니스 코트를 2000년대 초반에 지었다. 2006년에는 노후된 시설을 정비하고 완전히 현대적인 시설로 탈바꿈시켰다고 한다.
실내 수영장
중난하이의 실내 수영장은 1955년에 처음으로 지어졌다. 마오쩌둥의 아내였던 장칭은 남편의 허가를 받을 필요를 없애기 위하여 일부러 마오쩌둥이 베이징에서 멀리 떠나있을 때에 중난하이에 새 수영장을 짓자는 제안을 하였고, 평소 수영을 즐기던 마오쩌둥도 일부러 칭화대학교에 있는 먼 수영장을 찾아가기보다 가까운 중난하이에 수영장을 만드는 안을 선호하여 묵인해 주었다. 마오쩌둥은 수영장이 지어진 이후 이 장소에서 일을 하거나 수영을 하며 많은 시간을 보냈고, 1958년에는 소련의 최고 지도자인 니키타 흐루쇼프를 이 수영장에서 접견하기도 했다. 마오쩌둥이 수영장 바로 옆 건물인 유영지에서 살고 있을 때에 실내 수영장은 완전히 확장개축되어 거대한 현대 시설로 변모하였기도 하다. 현재는 공산당 원로들이나 특권층들이 가끔씩 수영을 즐기는 용도로 사용하고 있다.
유영지
유영지(游泳池)는 거대한 실내 수영장 바로 옆에 지어진 부속 건물이다. 마오쩌둥이 역사책 따위를 읽거나 각료들의 보고를 듣는 등 워낙 수영장에서 많은 시간을 보내자 그의 편의를 위하여 바로 옆에 생활 시설을 지어준 것인데, 이 때문에 유영지에는 마오쩌둥의 개인 집무실과 접견실과 침실, 그리고 그가 제일 좋아했던 책들을 모아놓은 서재가 딸려있다. 이때문에 수영장을 들락날락하는 것에 대한 제약이 사라진 마오쩌둥은 거의 이 공간에서 살다시피 하였고, 당시 비서들 사이에서 '수영장에서 너를 찾으신다'라고 하면 이 말이 곧 마오쩌둥이 자신을 부른다는 말과 동의어라고 했을 정도라고 한다.
마오쩌둥은 1966년에 문화대혁명이 시작할 즈음 풍택원에서 처소를 옮겨 유영지로 갔고, 특히 마오쩌둥의 말년에는 리처드 닉슨 대통령이나 다나카 가쿠에이 총리같은 최고위급 외국 인사들조차 그를 만나기 위하여 유영지로 향할 정도로 거의 이 곳에서만 머물렀다. 1976년에 마오쩌둥이 사망하자, 저우언라이 총리의 부인이었던 덩잉차오가 섭정궁과 서화청을 보수공사하는 동안 잠시 이 유영지에서 머물다가 공사가 끝나자 다시 섭정궁으로 되돌아갔다.
야외 수영장은 본디 중화민국 시기, 중난하이가 공공 공원이었을 때에 민관 합작으로 처음 지어졌다. 5월부터 8월까지는 베이징 시민들에게 표를 판매하기도 했다.
연경루
연경루(延庆楼)는 1922년 경 북양정부가 중난하이에 지은 누각들 중 하나이다. 이 시기 북양정부의 사실상 지배자였던 차오쿤이 인근에 있는 회인당에 거주하면서 이 곳에서 업무를 보았다. 그의 아내들과 첩들이 인근 건물에서 함께 살았다고 한다. 1924년에는 차오쿤이 쿠데타로 실각하였으나, 이후에도 약 2년동안 이 연경루에 감금되어 있었다.
만선전
만선전(万善殿)은 중해 동쪽에 있는 불교 사찰이다. 원래의 이름은 숭지전(崇智殿)이었으나 순치제 때 만선전으로 개칭했다. 내부에는 석가모니불·약사불·아미타불의 삼세불상(三世佛像)이 모셔져 있다. 만선전 뒤쪽에는 천성전(千聖殿)이 있으며 내부에는 7층으로 된 천불탑이 봉안되어 있다.
수운사
수운사(水云榭)는 중해 한가운데의 섬에 있는 정자이다. 건륭제가 쓴 '태액추풍(太液秋風)' 액자가 걸려있다고 한다.

### 남부
중난하이 남부는 중국공산당의 심장부라 불릴 만큼 주요 청사들이 연이어 들어서 있다. 이 곳에 중국공산당 중앙위원회 총서기의 집무실이 있으며, 당 중앙위원회 위원들과 그 보좌관들도 이 곳에서 주로 업무를 본다. 또한 중국공산당 중앙정치국 상무위원회, 당 사무국도 이 곳에 입주해 있다.
회인당

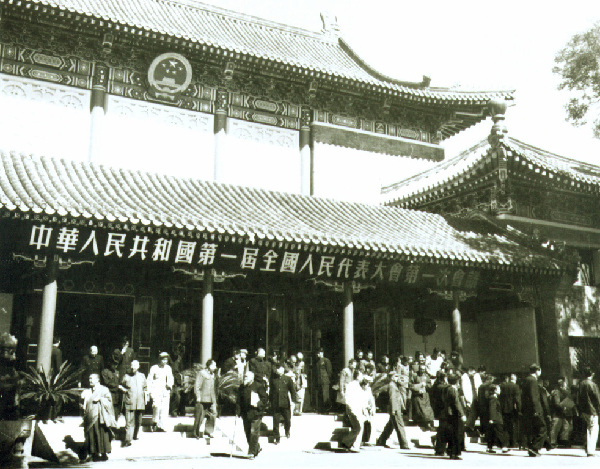
1954년 1차 전국인민대표대회가 개최된 회인당

회인당(怀仁堂)은 공산당 사무국과 상무위원회의 주 회의실로 사용되는 중국 전통 양식으로 지어진 2층짜리 건물이다. 이 곳에서는 중앙금융경제위원회나 개혁 위원회와 같은 공산당 중앙 기구들도 회의를 자주 열고는 한다. 본디 회인당은 자금성을 제치고 사실상의 중국 최고권력자였던 서태후의 집무실이었는데, 의화단의 난으로 인하여 8개국 연합군이 베이징을 점령할 적에 서양 장군들이 이 곳을 자신들의 본부로 활용하였고 혼란 와중에 불에 타 훼손되었다. 1902년에 서태후는 5백만 테일을 들여 회인당을 개보수하였으며, 1908년에 사망할 때까지 이 곳에서 살았다. 1911년에 중화민국이 세워지자 위안스카이 총통은 이 곳을 주로 외국 사절들을 접견하거나 새해를 축하하는 용도로 사용하였다. 위안스카이가 죽은 이후에는 이 곳에서 그의 장례식이 열리기도 했다. 그의 뒤를 이은 차오쿤도 회인당을 자신의 거주지로 삼았다. 북양정부가 일소된 이후에는 이 곳을 더 이상 공식적인 업무용으로 사용하지 않았고, 회인당은 베이징 시청의 관할로 들어갔다.
중화인민공화국이 건국된 이후, 1949년에 회인당에서 첫 중국인민정치협상회의가 열렸다. 1953년에는 저우언라이 총리의 주도로 개최되는 환태평양 회의를 준비하기 위하여 대대적인 리모델링 작업을 거쳐 현재의 2층 건물로 탈바꿈하였고, 1954년에는 전국인민대표대회가 이 곳에서 열렸다. 그 이후에도 중국공산당 측에서는 특별한 행사가 있을 때마다 회인당에서 개최하고는 하였다.
근정전
근정전(勤政殿)은 중국공산당 중앙서기처가 입주해들어와 있는 건물로, 이 곳에 현재 중국공산당 총서기인 시진핑의 집무실이 자리한다. 또한 공산당 상무위원회의 주회의실이 총서기 집무실 바로 옆에 거대한 규모로 딸려있기도 하다. 근정전은 중국 중국공산당 총서기 뿐만 아니라 중국공산당의 실무를 사실상 맡아 처리하는 1등 서기의 집무실도 함께 가지고 있는데, 이는 총서기이 국정을 보아야 하기 때문에 동시에 공산당 업무까지 모두 처리하기에는 벅차기 때문일 것으로 짐작하고 있다. 근정전에는 미국의 백악관으로 연결되는 핫라인이 깔려있는데, 이 핫라인을 통하여 중국과 미국의 최고지도자들이 비밀리에 연락을 주고받는다고 알려져 있다.
근정전은 청나라 강희제 시기에 처음으로 지어졌으며, 중난하이에서 황제의 주요 생활공간이자 편전으로 지어졌다. 1911년에 청나라가 몰락하고 중화민국이 들어선 이후에는 그 상징성 때문에 정부 최고 수반들이 이 곳을 집무실로 사용했으며, 이 전통이 중화인민공화국까지 전해 내려왔다. 이 곳에서 티베트를 공식적으로 중국의 영토로 편입하겠다는 결정이 내려졌으며, 1954년 헌법이 제정되기 전까지 중국의 최고의사결정기구였던 당 중앙위원회도 이 곳에서 일을 처리했다. 1970년대 후반에는 마오쩌둥의 위세를 등에 업은 정치가 왕둥싱이 이 건물을 싹 밀어버리고 자신의 개인 주택을 짓기 위하여 690만 위안을 투입하는 만행을 저질렀으나, 왕둥싱이 1978년에 권력을 잃고 숙청되자 그 계획을 끝까지 이루지 못했다. 이후에는 이 곳을 중국 중국공산당 총서기의 사무실로 사용하기 시작하여 지금까지 이르게 되었다.
거인당
거인당(居仁堂)은 청나라 시절에 지어진 2층짜리 서양 양식으로 지어진 건물로, 현재는 남아있지 않다. 서태후가 이 곳에서 외국 사절들을 접견하거나 귀족 여성들과 담소를 나누고는 했다고 알려져 있다. 의회단의 난으로 8개국 연합군이 베이징을 점령했을 당시, 연합국의 장군들이 회인당이 불타 훼손되자 대신 이 곳으로 주둔지를 옮겨 생활하였다. 청나라가 무너지고 중화민국이 세워진 후에는 위안스카이가 이 곳을 외국인 접견실로 대신 사용하였다고 전해진다.
1949년부터는 거인당이 공산당 중앙군사위원회의 첫 본부 건물로 사용되다가, 중앙군사위원회가 중난하이 밖으로 본부를 이전하면서 1956년부터는 공산당 중앙위원장 관할로부터 독립해나온 공산당 서기처가 새로운 본부 건물이 필요해짐에 따라 잠시동안 덩샤오핑의 명령에 의하여 거인당을 서기처의 본부 건물로 사용하였다. 거인당은 1964년에 완전히 철거되었고, 서기처는 1980년에 근정전으로 입주하기 전까지 'C번 빌딩'에 임시로 본부를 설치했다고 전해진다.
서루대원

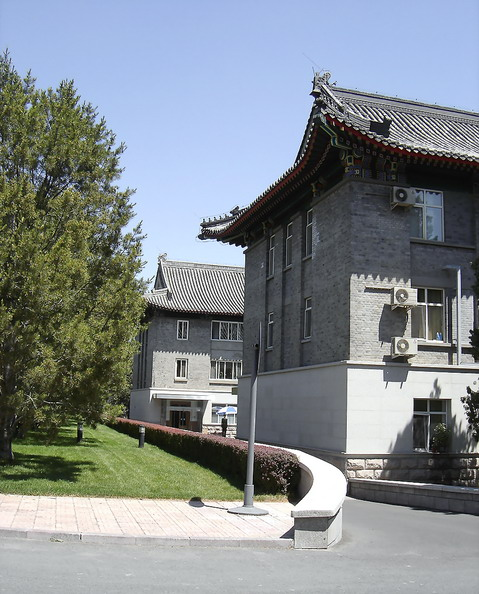
중난하이의 거주 건물

서루대원(西楼大院)은 중난하이의 남서쪽 귀퉁이 부분에 자리하고 있어 이러한 이름을 얻었다. 1949년부터 1951년까지 공산당 중앙판공청 위원들의 거주지 용도로 대대적으로 지었으며, 이래로 현재까지 당 중앙판공청 간부들이 집무실 겸 주택으로 사용하고 있는 공간이다. 서쪽에 있는 건물이 서루대청(西楼大厅)이라고 하여 중앙판공청장의 집무실이고, 그 옆에 A번, B번, C번, D번, F번 빌딩들이 연이어 서있다. C번과 D번 빌딩은 본디 지방에서 올라온 간부들이 베이징에 머물 적에 쓰기 위하여 지어놓았는데, 현재는 중앙판공청에서 일하는 사무직원들이 이 곳에서 거주하며 일을 보고 있다고 한다. 1990년대 후반에는 판공청에서 일하는 젊은 간부들을 위하여 이 곳에 조그만 기숙사를 추가적으로 건설하였다. 또한 완벽한 거주 용도로 지어졌기 때문에 조그만 카페테리아와 식당도 함께 겸하고 있다.
2007년과 2008년 사이에 서루대원 건물은 3층짜리 건물을 짓기 위하여 철거되었고, 이 공사는 2010년에 끝났다. 이후로 중앙판공청 본부 건물이 대대적으로 확장되었으며, 몇몇 건물들은 심지어 중난하이의 경계를 넘어 푸요우로를 사이에 두고 있는 형태로까지 뻗어나갔다. 이 푸요우로 쪽으로 나있는 문을 '서대문'이라고 부르기도 하는데, 이는 이 문을 중난하이 전체에서 가장 자주, 그리고 가장 많이 사용하는 문이기 때문이다. 한때 중국의 최도지도자와 주석이 동일인이 아니었을 당시에는 이 곳에 중국 주석의 집무실이 있기도 하였는데, 가장 대표적인 예가 1959년부터 1967년까지 주석직을 지냈던 류사오치였다. 그는 A 빌딩에 사무실을 두고 있었다. 또한 주더 부주석도 바로 옆의 B 건물에 사무실을 두고 있었다고 한다. 1962년에 류사오치가 이 A 빌딩에서 주최한 회의에서, 중국공산당 간부들은 대약진운동으로 인한 처참한 경제적 상황, 그리고 마오쩌둥의 실책에 대해 비토를 했다고 알려져 있다.
풍택원
풍택원(丰泽园)은 청나라 강희제 시기에 누에들을 기르기 위하여 처음으로 지어졌다. 이후 건륭제 재위기에 황제가 이 곳을 개인 도서관과 휴식처로 삼으면서 여러 건물들이 추가되었고, 이때문에 풍택원에 있는 정원에는 건륭제의 친필로 만든 액자들이 줄이어 걸려있다고 한다. 정원의 북서쪽에는 춘우재(春耦齋)라는 건물이 있는데, 건륭제의 옥새와 그가 그린 예술 작품들이 전시되어 있었다. 의화단의 난 이후, 8개국 연합군이 베이징을 점령했을 때에 풍택원은 대대적으로 약탈당했으며 독일군 사령관의 휴식처로 활용되었다. 중화민국 기에는 이 곳을 연회장으로 썼으며, 고위 간부급들이 일주일에 2번 정도씩 무도회를 열었다.
풍택원에 있는 가장 거대한 건물은 돈서전(惇敍殿)으로, 광서제 때 이년전(頤年殿), 중화민국 때 이년당(頤年堂)으로 개칭되기도 했다. 북양정부기에는 총통의 집무실이 한때 돈서전에 위치하기도 했으며, 1918년에 총통과 총리의 집무실을 바꾸면서 총통 집무실이 섭정왕부로 이전된 대신에 총리의 집무실이 풍택원으로 들어왔다. 1949년 이후부터는 주로 공산당 간부들의 회의 장소로 종종 사용되었으며, 마오쩌둥이 최고 지도자였을 때에는 마오쩌둥의 침소와 가깝다는 이유로 중앙위원회 회의가 이 곳에서 자주 열렸다.
풍택원은 마오쩌둥의 첫 집무실이자 거주지인 국향서옥(菊香書屋)이 있으며, 1946년부터 1966년까지 쭉 사용되었다. 마오쩌둥은 이후 1966년에 유영지로 거주지를 옮겼고, 곧 문화대혁명이라는 참극을 일으켰다. 마오쩌둥이 사망하자 국향서옥은 박물관으로 개조되었으며, 일반인의 출입이 금지되었다. 국향서옥 바로 옆에는 서팔소(西八所)가 있는데, 이 곳은 마오쩌둥의 개인 비서들과 관리들이 머물며 살면서 마오쩌둥을 보좌하던 곳이었다.
영대
영대(瀛台)는 남해 한가운데에 있는 인공섬으로, 1421년에 영락제 재위기에 처음으로 지어졌다. 현재의 이름은 1655년에 순치제 시기에 붙었으며, 돌다리로 육지와 연결되어 있다. 섬의 경사 때문에 영대에 있는 중심 사원 봉래각(蓬萊閣)은 북측 면은 1층인 반면 남측 면은 2층짜리 건물이다. 서태후가 이 곳에 1898년에 무술변법을 시행하다가 쿠데타로 권력을 잃은 광서제를 유폐하기도 하였는데, 광서제는 이 곳에 약 10여 년간 유폐되어 있다가 1908년에 마침내 독살당해 사망했다.
1949년 이후부터는 주로 연회나 무도회가 열리는 곳으로 사용되었고, 장쩌민은 중국 최고지도자 시절에 이 곳에 잠시 거주했다고 한다.

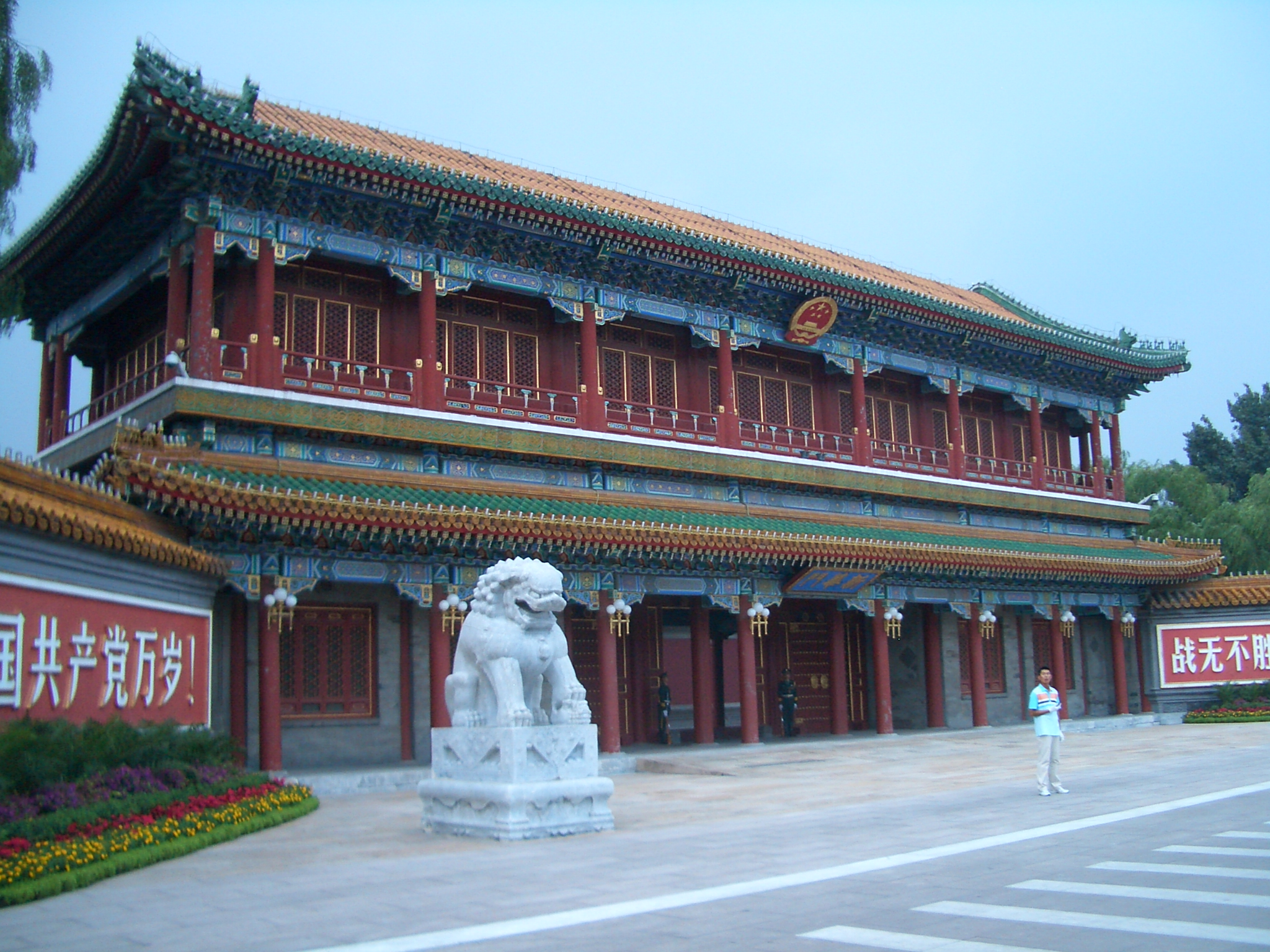
신화문
신화문(新华门)은 서장안거리(西长安街)에 있는 문으로, 중난하이의 주 문이다. 본디 건륭제의 후궁들 중 한 명의 궁의 입구로 처음 지어졌는데, 1911년의 신해혁명 이후에는 위안스카이가 '신화문'이라고 이름 붙이고 중난하이의 정문으로 활용했다. 신화문 양 옆에 있는 벽면에는 '중국공산당 만세', 그리고 '마오쩌둥 사상 만세' 따위의 글들이 적혀 있다. 문에는 마오쩌둥이 직접 쓴 '인민을 위해 봉사한다'라는 뜻의 글이 붙어있다. 1959년에는 이 문 아래로 인민대회당으로 직통하는 지하 통로가 뚫렸다고 한다. 이 통로는 오직 공산당 최고 간부들만 사용할 수 있다고 한다.

## 갤러리

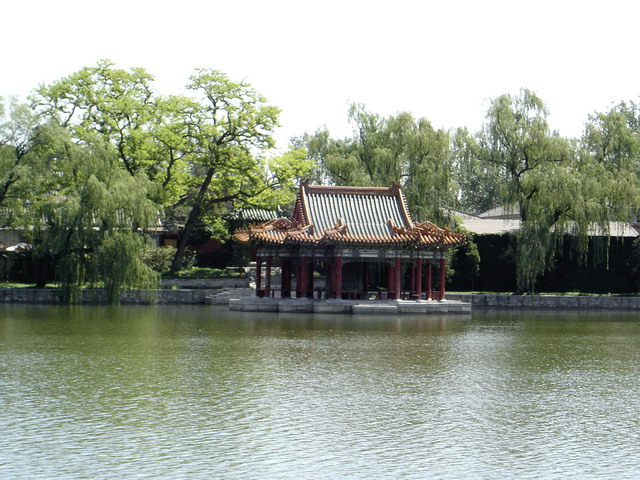
중난하이 내부의 정자
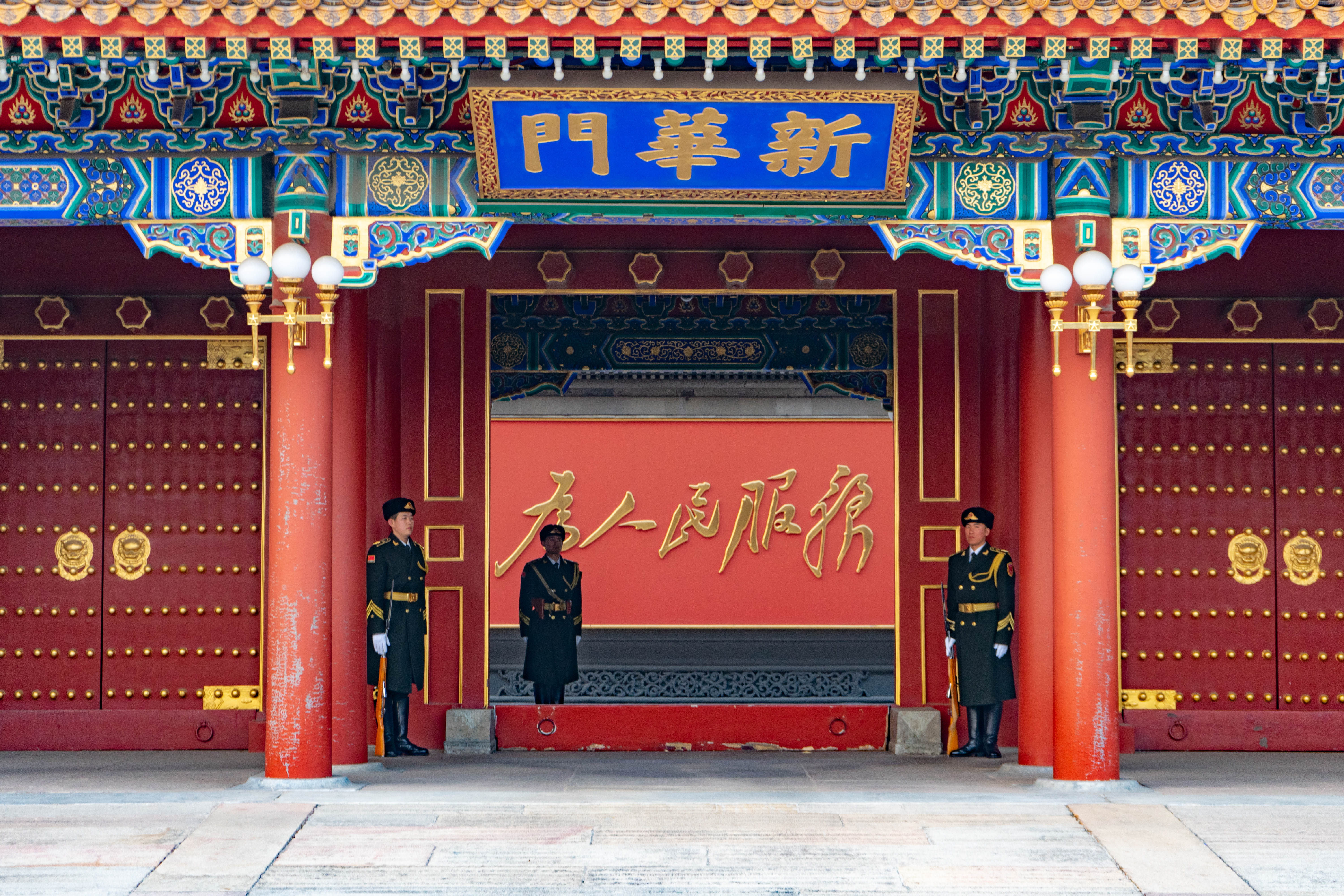
신화문 뒤의 마오쩌둥의 친필
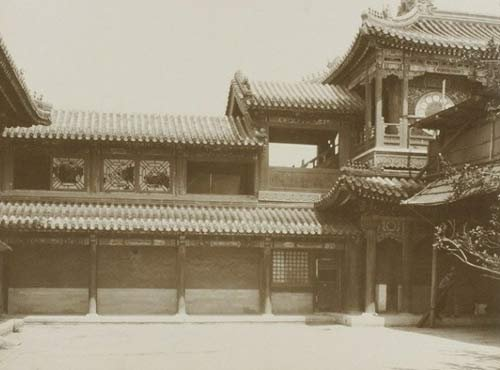
1900년대의 사진
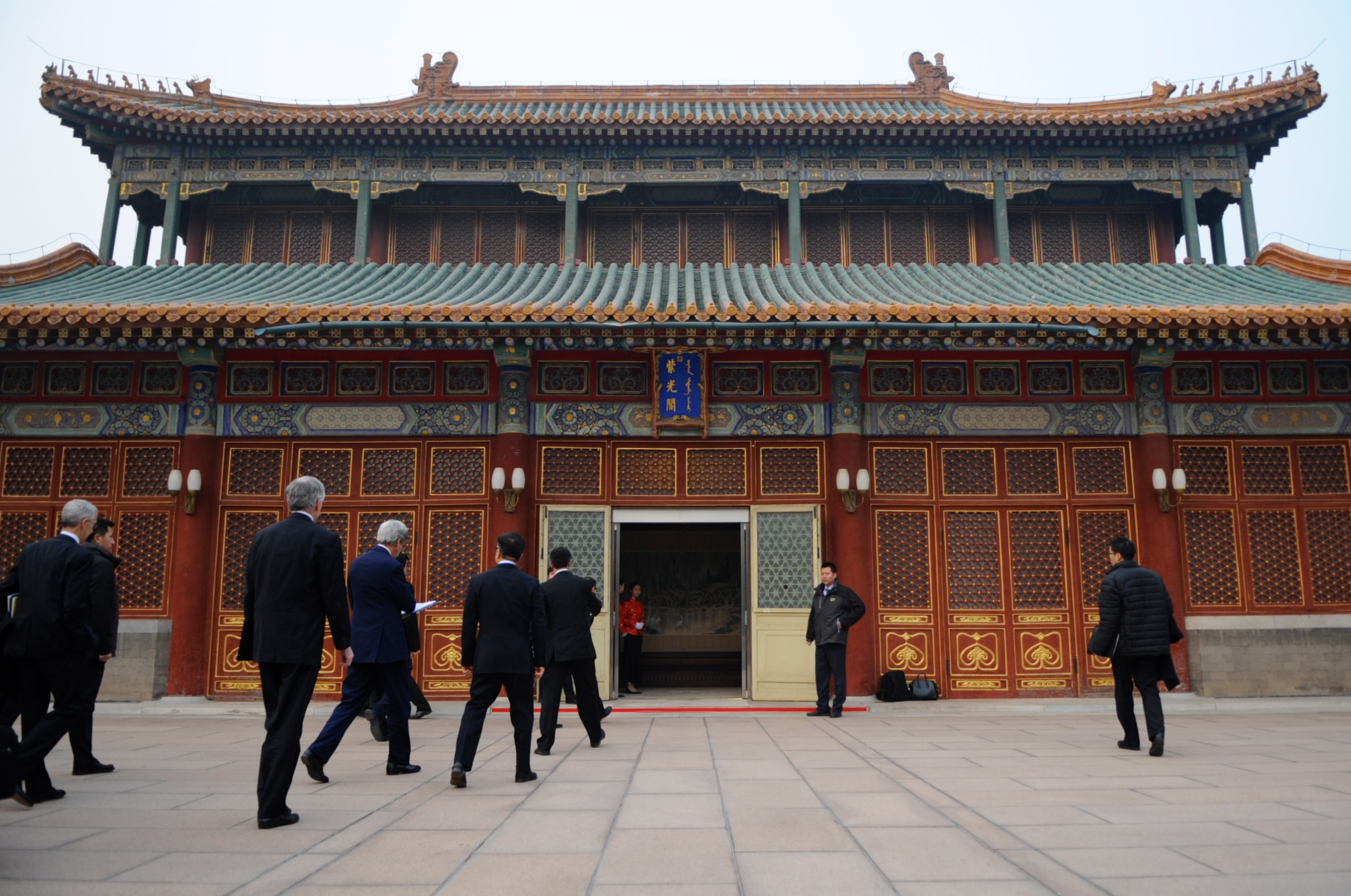
자광각
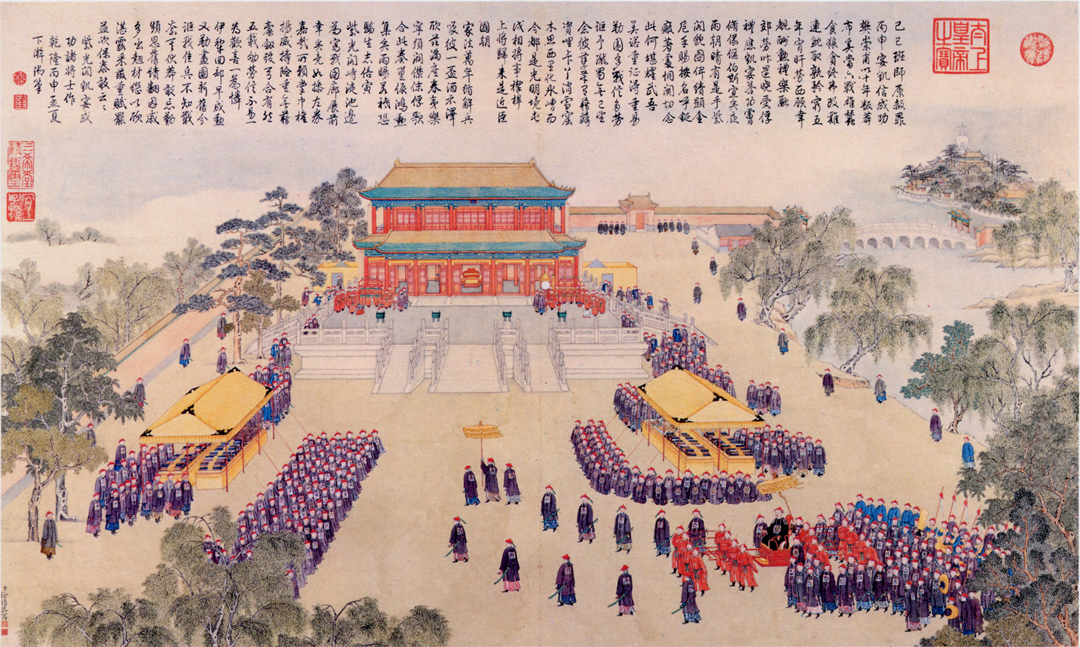
청나라 시기 자광각의 연회도
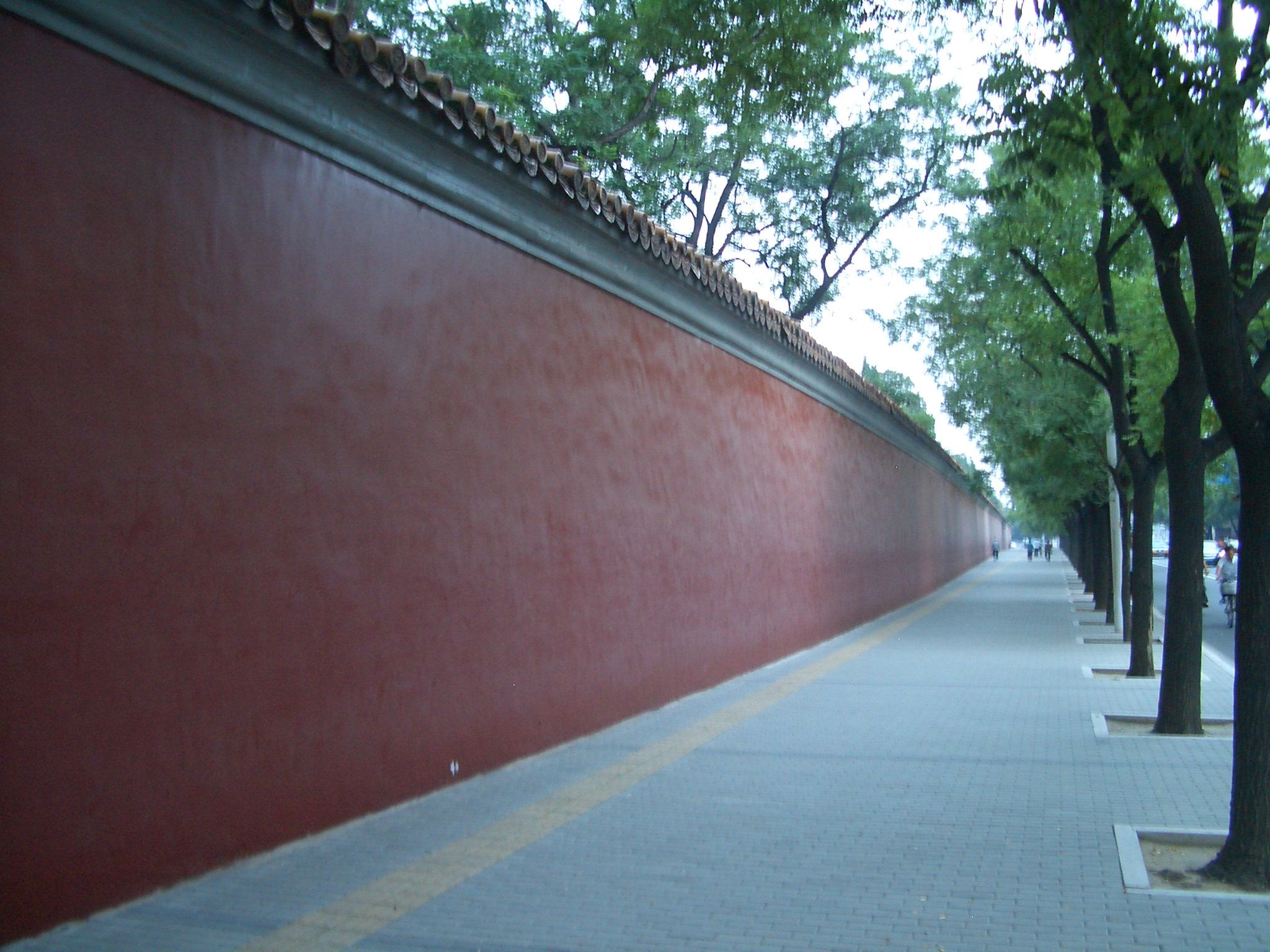
중난하이의 서쪽 벽
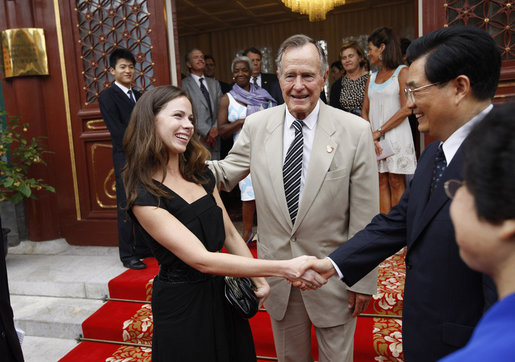
미국 부시 대통령의 방문

## 같이 보기
- 댜오위타이 국빈관
- 베이하이 공원
- 이화원
- 원명원